# 2020년 하계 올림픽 다이빙 남자 3m 스프링보드 싱크로나이즈
2020년 하계 올림픽의 다이빙 남자 3m 스프링보드 싱크로나이즈 종목은 7월 28일에 일본의 도쿄 도쿄 아쿠아틱스 센터에서 열렸다.

## 경기장
2020년 하계 올림픽 다이빙 남자 3m 스프링보드 싱크로나이즈 경기는 개최 도시인 도쿄에 있는 도쿄 아쿠아틱스 센터에서 경기가 열렸다.
| 도시 | 경기장               | 비고    |
| ---- | -------------------- | ------- |
| 도쿄 | 도쿄 아쿠아틱스 센터 | 전 경기 |

## 경기 방식
8개 팀이 참가하며 각 팀마다 6번에 다이빙을 하며 이중 1등부터 3등에게 각각 금메달, 은메달, 동메달을 수여한다. 6번의 다이빙을 할 때 선수들은 앞으로 뛰기, 뒤로 서서 앞으로 뛰기, 뒤로 뛰기, 앞으로 서서 뒤로 뛰기, 비틀기 중 1가지를 시도해야한다. 각각의 선수들은 도움닫기, 안정성, 뛰어오르는 높이, 공간자세, 입수자세, 각도, 동시성 등을 토대로 평가받는다. 11명의 심판들이 점수를 부여하며, 심판들은 0.5점 간격으로 0점부터 10점까지 점수를 부여한다. 이중 5명은 싱크로나이즈화를 평가하며 3명은 각각의 선수들의 실행점수를 평가한다. 싱크로나이즈 점수중 최고점수와 최저점수를, 실행점수중 개인별 최고점수와 최저점수를 제외한 나머지 5개의 점수를 반영한다. 5개의 점수를 합한 후 3⁄5를 곱하고 난도를 곱하여 점수를 부여한다. 난도의 경우 처음 2번은 2.0점으로 고정되어있으며 이후 시도에는 제한이없다. 6번의 다이빙 점수 결과를 합산하여 최종 점수를 부여한다

## 경기일정
경기 시간은 일본 표준시 (UTC+9) 기준이다.
| 날짜                   | 시간  | 종목                                 |
| ---------------------- | ----- | ------------------------------------ |
| 2020년 7월 28일 수요일 | 15:00 | 남자 3m 스프링보드 싱크로나이즈 결선 |

## 예선
2019년 세계 수영 선수권 대회 다이빙 남자 3m 스프링보드 싱크로나이즈에서 1등부터 3등까지 기록한 선수의 국가는 올림픽 진출권이 주어졌다.. 개최국인 일본은 자동 진출권을 부여받았으며 나머지 4팀은 2020년 FINA 월드컵에서 기존에 진출권을 획득한 팀을 제외한 상위 4명에게 주어졌다.

## 결과
| Rank | 선수                                | 국가                 | 결선    | 결선    | 결선    | 결선    | 결선    | 결선    | 결선   |
| Rank | 선수                                | 국가                 | 1차시기 | 2차시기 | 3차시기 | 4차시기 | 5차시기 | 6차시기 | 점수   |
| ---- | ----------------------------------- | -------------------- | ------- | ------- | ------- | ------- | ------- | ------- | ------ |
| 1    | 왕쭝위안 셰시이                     | 중화인민공화국       | 55.80   | 57.60   | 86.70   | 90.78   | 77.76   | 99.18   | 467.82 |
| 2    | 앤드루 카포비안코 마이클 힉슨       | 미국                 | 49.20   | 49.80   | 83.64   | 86.10   | 86.70   | 88.92   | 444.36 |
| 3    | 파트리크 하우스딩 라르스 뤼디거     | 독일                 | 50.40   | 51.60   | 75.48   | 70.35   | 71.40   | 85.50   | 404.73 |
| 4    | 야헬 카스티요 후안 셀라야           | 멕시코               | 48.60   | 49.80   | 78.54   | 79.56   | 77.52   | 66.12   | 400.14 |
| 5    | 사카이 쇼 데라우치 겐               | 일본                 | 51.60   | 51.60   | 74.70   | 69.30   | 71.40   | 75.33   | 393.93 |
| 6    | 로렌초 마르살리아 조반니 토치       | 이탈리아             | 49.20   | 49.20   | 73.47   | 80.58   | 67.26   | 68.34   | 388.05 |
| 7    | 잭 로어 다니엘 굿펠로우             | 영국                 | 47.40   | 51.00   | 63.24   | 67.20   | 62.70   | 91.26   | 382.80 |
| 8    | 뎨브기니 쿠즈네초프 니키타 슐라이커 | 러시아 올림픽 위원회 | 51.00   | 51.60   | 74.46   | 82.62   | 71.40   | 0.00    | 331.08 |

## 메달리스트
| 종목                            | 금                                       | 은                                           | 동                                             |
| ------------------------------- | ---------------------------------------- | -------------------------------------------- | ---------------------------------------------- |
| 남자 3m 스프링보드 싱크로나이즈 | 중화인민공화국 (CHN) · 셰쓰이 · 왕쭝위안 | 미국 (USA) · 앤드루 카포비안코 · 마이클 힉슨 | 독일 (GER) · 파트리크 하우스딩 · 라르스 뤼디거 |